# Olenecamptus rhodesianus
Olenecamptus rhodesianus är en skalbaggsart som beskrevs av Dillon 1948. Olenecamptus rhodesianus ingår i släktet Olenecamptus och familjen långhorningar.
Artens utbredningsområde är Zimbabwe. Inga underarter finns listade i Catalogue of Life.